# Ногино
Но́гино (рос. Ногино) — село у складі Первомайського району Алтайського краю, Росія. Входить до складу Акуловської сільської ради.

## Населення
Населення — 3 особи (2010; 1 у 2002).
Національний склад (станом на 2002 рік):
- росіяни — 100 %